# Tekken (jeu vidéo)
Pour les articles homonymes, voir Tekken (homonymie).
Tekken (鉄拳, littéralement « Poing de fer ») est un jeu vidéo de combat développé et édité par Namco en 1994 initialement sur borne d'arcade, puis adapté l'année suivante sur PlayStation. Il s'agit du premier épisode de la série Tekken. C'est le premier jeu PlayStation à avoir dépassé la barre du million d'unités vendues. Tekken est la réplique de Namco au premier jeu de combat en 3D sorti en 1993 : Virtua Fighter de Sega.

## Système de jeu
Tekken propose des combats opposant deux personnages, chacun muni d'une jauge de santé, une barre colorée placée en haut de l'écran, qui diminue lorsqu'un joueur subit des dommages. Une fois la jauge complètement vidée, le joueur est assommé et perd le round. Le jeu est très simple, et peut facilement être compris par des débutants. Le système de jeu est basé sur quatre boutons, chacun correspondant à un membre du personnage : X = coup de pied gauche (LK), O = coup de pied droit (RK), ∆ = coup de poing droit (RP), et □ = coup de poing gauche (LP).

## Scénario
Heihachi Mishima était un maître de la finance japonaise. Il était à la tête de la Mishima Zaibatsu et était l'un des hommes les plus riches et les plus puissants du Japon. Pour combler le tout, sa femme Kazumi, une magnifique demoiselle nippone, attendait un enfant de lui. Malheureusement, le jour de l'accouchement, sa femme mourut et lui laissa entre les mains un joli garçon prénommé Kazuya. Heihachi, dans la douleur et la tristesse, rendait responsable Kazuya de la mort de sa femme. Les années passèrent et Heihachi entretenait toujours sa haine envers Kazuya, qu'il entraînait durement à l'art du karaté style Mishima, le style de combat héréditaire. Livré à lui-même, le petit Kazuya réussissait tout de même à trouver quelque chose de sympathique en son père, malgré la froideur et la méchanceté qui entourait celui-ci.
Un jour, Heihachi entraina Kazuya, étant maintenant âgé de 10 ans, loin de la maison paternelle, tout près d'un ravin. Heihachi se mit à être très agressif et à battre son enfant, l'envoyant de plus en plus loin, vers le profond ravin. Puis, le petit Kazuya, blessé et étendu sur le sol, sentit une main musclée agripper son collet. Quelques secondes plus tard, avant que Kazuya se rende compte de l'acte terrible que son père malveillant commettait, il fut projeté dans le ravin. Kazuya, à demi évanoui en raison des multiples coups que son père lui avait envoyés, tendit la main vers le ciel, espérant attraper une main qui le sauverait. Puis, Kazuya se déchiqueta le corps en s'entaillant sur les roches, pour ensuite s'écraser dans le fond de l'abysse. Une profonde blessure à la poitrine de Kazuya lui faisait horriblement mal. Ce n'était qu'une question de temps avant que Kazuya ne rende l'âme, puisque son corps se vidait de son sang à une vitesse fulgurante. Dans un dernier élan de haine, il se jura de se venger de son père. Il allait rendre l'âme quand un démon sortit des entrailles du sol. Le démon proposait au jeune garçon de prendre place en lui, en échange de la vie et d'une éventuelle vengeance sur son père. Kazuya ne prit guère le temps de réfléchir car la mort approchait et il accepta le pacte. Kazuya survécut, tout en gardant son entité démoniaque qui l'aiderait sûrement, dans un futur proche, à vaincre son père.
Les années qui suivirent furent très tristes et silencieuses, et Heihachi se méfiait de son fils qui avait miraculeusement survécu à son attaque. Un jour, lors d'un de ses voyages, Heihachi croisa un jeune garçon, du même âge que Kazuya, se battant dans la rue. Impressionné par ce jeune garçon nommé Lee Chaolan, Heihachi décida de l'adopter et ramena Lee chez lui. Les années passèrent et Heihachi devenait de plus en plus brutal envers Kazuya. Kazuya enviait énormément Lee. Il avait tout ce qu'il voulait, l'affection de Heihachi que Kazuya n'avait jamais eu, et Heihachi l'entraînait lui aussi au karaté style Mishima. Kazuya restait seul, et ne trouvait comme énergie et comme passion que de s'entraîner durement à l'art du karaté style Mishima. Très vite, Kazuya quitta le domicile familial pour vivre sa propre vie, le plus loin possible de son père, cet être qu'il détestait plus que tout au monde. Qu'importe, Heihachi se préparerait bien à ce que son fils vienne lui faire la peau ou peut-être que ce serait lui qui aurait à venir à Kazuya. Heihachi organisa un tournoi international d'art martiaux réunissant plusieurs maîtres du combat : The King of Iron Fist Tournament. Certains étaient intéressés par la prime, la plus importante somme d'argent jamais offerte dans une compétition professionnelle, d'autres, comme Kazuya, étaient intéressés par la vengeance.
Avec l'aide du Démon, Kazuya gagne le tournoi et bat son père Heihachi en finale. Se vengeant de lui, il jette son père du haut d'une falaise sans le moindre remords et prend le contrôle de la Mishima Zaibatsu, société jusqu'alors dirigée par Heihachi.

## Personnages
La version originale d'arcade propose huit personnages jouables. Chaque personnage possède son propre boss, un personnage spécial à battre au Stage 8. Heihachi, le principal antagoniste est le boss final du jeu. Les boss et Heihachi ne peuvent être débloqués ni joués dans la version arcade. En revanche, à l'adaptation du jeu sur PlayStation, ils sont jouables. Les personnages incluent : Kazuya Mishima/Devil, King, Paul Phoenix, Marshall Law, Michelle Chang, Nina Williams, Jack, Yoshimitsu, Heihachi Mishima, Lee Chaolan, Armor King, Kuma, Ganryu, Kunimitsu, Anna Williams, Prototype Jack, et Wang Jinrei.

## Développement
Tekken est développé par Namco et initialement sorti au Japon sur borne d'arcade aux alentours de 1994 et 1995 durant la même période que le jeu vidéo Virtua Fighter, son principal rival. Il est par la suite adapté sur console PlayStation. En 1999, le jeu et ses suites, Tekken 2 (1995) et Tekken 3 (1997), parviennent à se vendre à 10 millions d'exemplaires dans le monde. De ce fait, un représentant de Namco déclare « Nous sommes très fiers de ces chiffres, la plupart des jeux n'arrivent généralement pas à dépasser les 500 000 ventes. »
En 2005, Tekken est rendu disponible sur PlayStation 2 dans la compilation namCollection. Il est également disponible sur le PlayStation Store et, dans sa version arcade uniquement, dans le mode Historique de Tekken 5. La même année, en 2005, le projet d'un film homonyme, par la suite sorti en 2010, est en discussion. Le film est réalisé par Crystal Sky Pictures avec un budget de 60 $ millions,. En 2010, lors d'une entrevue, Anchor Bay Films annonce l'acquisition des droits de distribution américains, australiens et néo-zélandais du jeu. Bill Clark, Président de Anchor Bay Entertainment, affirme que le jeu s'est vendu à des millions d'exemplaires durant la dernière décennie.

## Accueil
À la sortie du jeu, Famicom Tsūshin attribue à Tekken un 38 sur 40,. Le jeu est généralement bien accueilli par la presse spécialisée, qui prône en particulier son lancement. Tekken est le jeu le mieux vendu dans des pays comme le Royaume-Uni. Il s'agit d'ailleurs du premier jeu PlayStation à se vendre à des millions d'exemplaires. Le Livre Guinness des records récompense Tekken en 2008 dans les catégories de « Meilleures ventes d'un jeu PlayStation », « Meilleur jeu de combat en 3D », et « Meilleur jeu de combat vendu sur PlayStation ».